# NGC 7696
NGC 7696 (również PGC 71757) – galaktyka spiralna (S), znajdująca się w gwiazdozbiorze Ryb. Odkrył ją Albert Marth 14 listopada 1863 roku.